# USA-212

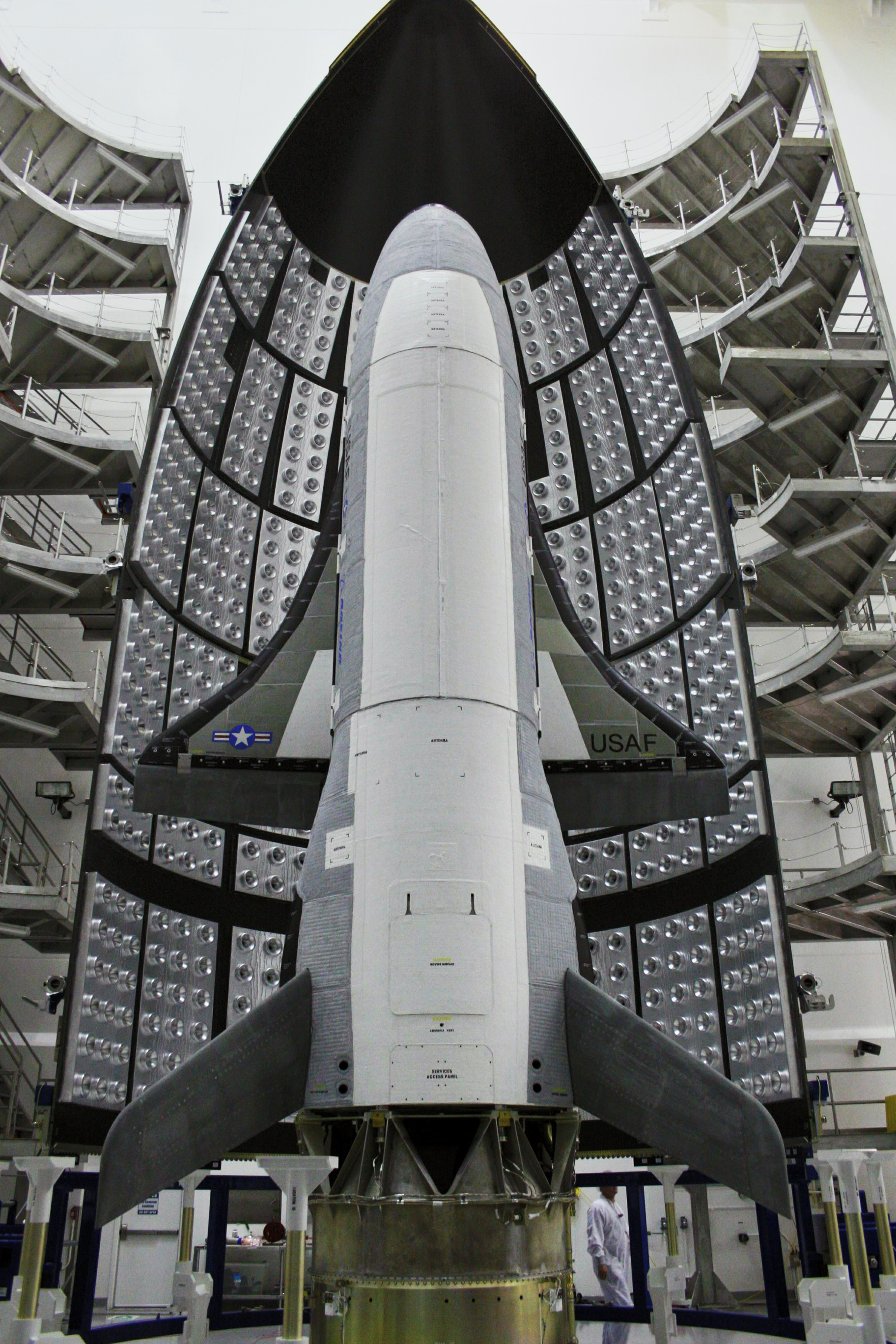
X-37B avant son lancement.

USA-212 est le premier vol du « véhicule no 1 de test orbital » X-37B OTV-1 (OTV : Orbital Test Vehicle), un engin spatial américain non habité et robotisé Boeing X-37B. Il a été lancé par une fusée Atlas V depuis la base de Cap Canaveral le 22 avril 2010, et a opéré en orbite terrestre basse. Cette mission a pris fin le 3 décembre 2010.